# Triangle orthique

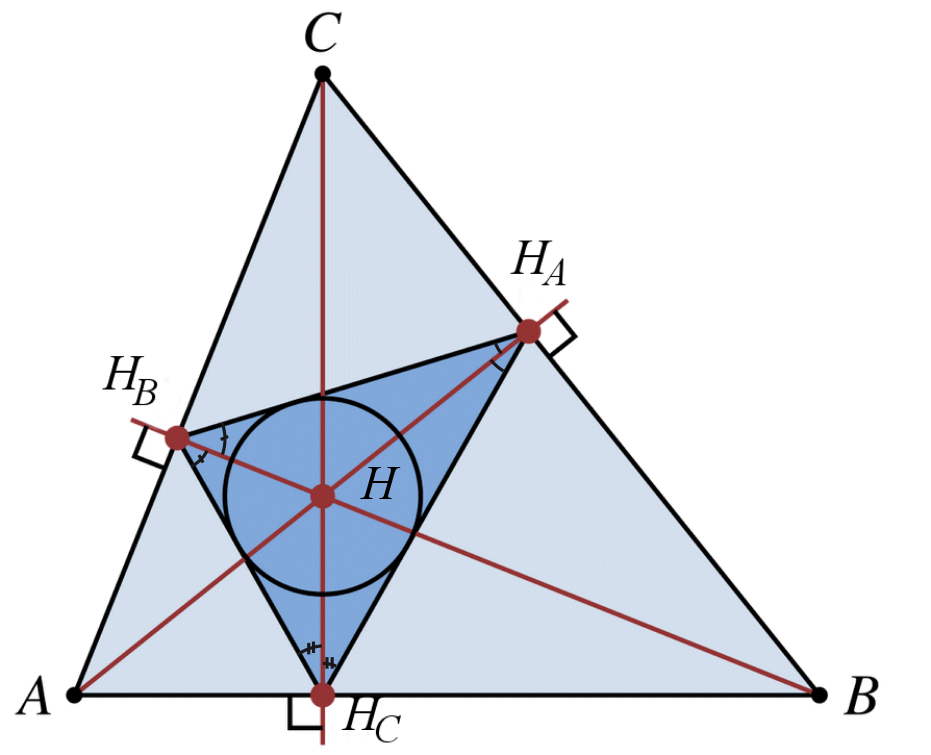

En géométrie, le triangle orthique d'un triangle de référence est le triangle ayant pour sommets les pieds des hauteurs du triangle de référence. Le triangle orthique est donc le triangle podaire et le triangle cévien de l'orthocentre du triangle de référence.

## Propriétés
Dans un triangle {\displaystyle ABC} acutangle (triangle non rectangle dont les trois angles sont aigus), les hauteurs, de pieds respectifs {\displaystyle H_{A},H_{B},H_{C}}, sont concourantes en son orthocentre {\displaystyle H}.
- D'après le théorème de l'angle droit, les points {\displaystyle H_{A},H_{B}} sont situés sur le cercle de diamètre {\displaystyle [AB]}, et, de la même façon, les quadruplets de points {\displaystyle (B,C,H_{B},H_{C})} et {\displaystyle (C,A,H_{C},H_{A})} sont cocycliques.

- On en déduit que les hauteurs sont les bissectrices du triangle orthique {\displaystyle H_{A}H_{B}H_{C}} [1]. En effet, en utilisant le théorème de l'angle inscrit, l'égalité de deux angles à côtés perpendiculaires et de nouveau le théorème de l'angle inscrit, on obtient [1]:

{\displaystyle {\widehat {H_{B}H_{A}A}}={\widehat {H_{B}BA}}={\widehat {ACH_{C}}}={\widehat {AH_{A}H_{C}}}}.
- - D'où l'appellation "trajectoire de lumière" pour la ligne brisée {\displaystyle H_{A}H_{B}H_{C}H_{A}}[2] et le fait que cette trajectoire est celle d'une balle dans un billard triangulaire ; on peut même montrer que c'est l'unique trajectoire d'une balle dans un billard triangulaire qui se referme en trois rebonds[3],[4].

- Il en résulte que

- - L'orthocentre du triangle de départ est le point d'intersection des bissectrices intérieures du triangle orthique, donc le centre de son cercle inscrit.
  - Les côtés du triangle de départ sont les bissectrices extérieures du triangle orthique ; les sommets sont donc les centres des cercles exinscrits du triangle orthique.

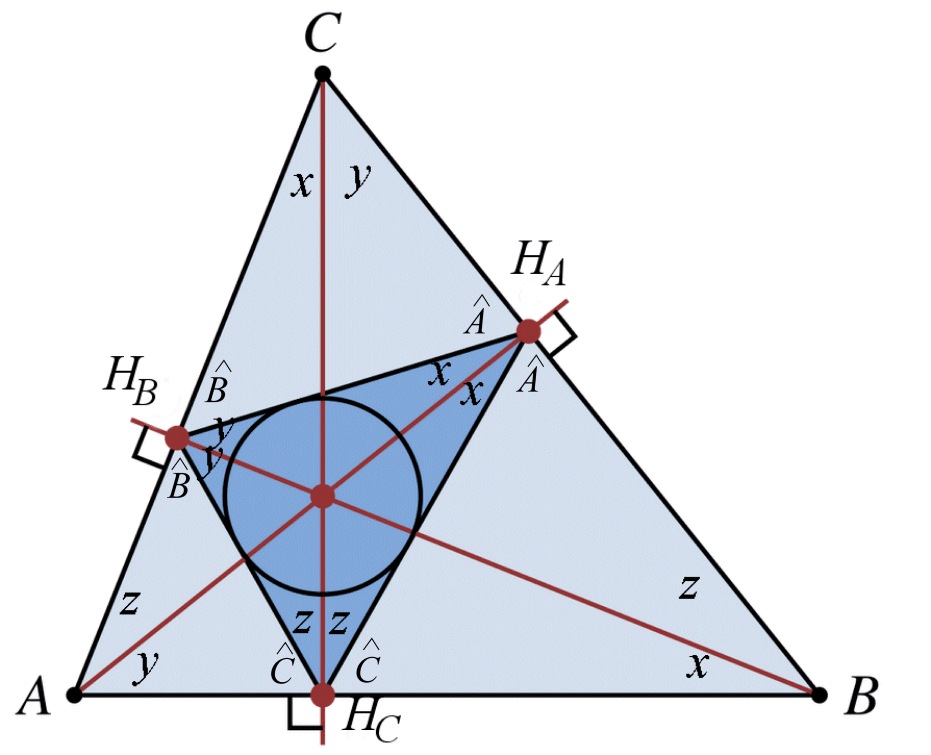

- Les valeurs des angles du triangle orthique sont :

{\displaystyle {\widehat {H_{B}H_{A}H_{C}}}=\pi -2{\widehat {A}},\ {\widehat {H_{A}H_{C}H_{B}}}=\pi -2{\widehat {C}},\ {\widehat {H_{C}H_{B}H_{A}}}=\pi -2{\widehat {B}}}.
- Le rayon du cercle circonscrit au triangle orthique, qui est le cercle d'Euler du triangle, est : {\displaystyle R_{orthique}=R/2},

où {\displaystyle R} est le rayon du cercle circonscrit à {\displaystyle ABC}.
- On en déduit par la loi des sinus les longueurs des côtés du triangle orthique  :

{\displaystyle H_{A}H_{B}=R\sin 2{\widehat {A}}=a\cos {\widehat {A}},\ H_{B}H_{C}=R\sin 2{\widehat {B}}=b\cos {\widehat {B}},\ H_{C}H_{A}=R\sin 2{\widehat {C}}=c\cos {\widehat {C}}}
- L'aire du triangle orthique est :

{\displaystyle S_{orthique}={\frac {R^{2}}{2}}\sin 2{\widehat {A}}\sin 2{\widehat {B}}\sin 2{\widehat {C}}=2S\cos {\widehat {A}}\cos {\widehat {B}}\cos {\widehat {C}}}.
- Son périmètre est, par la loi des cosinus et la formule de Héron :

{\displaystyle L=a\cos {\widehat {A}}+b\cos {\widehat {B}}+c\cos {\widehat {C}}={\frac {8S^{2}}{abc}}={\frac {abc}{2R^{2}}}}.
- Le rayon de son cercle inscrit est :

{\displaystyle r_{orthique}={\frac {2S_{orthique}}{L}}=2R\cos {\widehat {A}}\cos {\widehat {B}}\cos {\widehat {C}}}.

## Perpendiculaires et parallèles aux côtés du triangle orthique
Les côtés du triangle orthique sont perpendiculaires aux rayons joignant le centre du cercle circonscrit aux sommets du triangle {\displaystyle ABC}.
On note {\displaystyle O} le centre du cercle circonscrit au triangle {\displaystyle ABC} de centre {\displaystyle O}, et {\displaystyle A',B',C'} les pieds des hauteurs issues de {\displaystyle A,B,C} respectivement.
Une étude des angles inscrits permet de montrer que {\displaystyle (B'C')} est parallèle à la tangente au cercle circonscrit en {\displaystyle A}. Donc {\displaystyle (OA)} est perpendiculaire à {\displaystyle (B'C')}. On montre aussi que cette tangente est parallèle à la droite de Simson du point intersection de {\displaystyle (AH)} avec le cercle circonscrit.
De même {\displaystyle (OB)} est perpendiculaire à {\displaystyle (A'C')} et {\displaystyle (OC)} est perpendiculaire à {\displaystyle (A'B')}.
On peut résumer ceci en :

Les tangentes au cercle circonscrit passant par les sommets du triangle sont parallèles aux côtés du triangle orthique.
Le triangle formé par les tangentes au cercle circonscrit est le triangle tangentiel, ses côtés sont donc parallèles à ceux du triangle orthique.

Le triangle A'B'C' est le triangle orthique de ABC, le triangle A1B1C1 est son triangle tangentiel.

On peut en déduire que les côtés du triangle orthique sont antiparallèles aux côtés du triangle deux à deux.

## Problème de Fagnano
Le triangle orthique est la solution au problème d'optimisation visant à trouver le triangle inscrit dans un triangle qui a le plus petit périmètre.

## Triangle médian du triangle orthique
Soit un triangle {\displaystyle ABC} non rectangle, soient {\displaystyle A',B',C'} les pieds des hauteurs du triangle {\displaystyle ABC} issues respectivement de {\displaystyle A,B,C} ;
on note {\displaystyle A_{1}} et {\displaystyle A_{2}} les projections orthogonales de {\displaystyle A'} sur {\displaystyle (AB)} et {\displaystyle (AC)},
{\displaystyle A_{3}} et {\displaystyle A_{4}} les symétriques de {\displaystyle A'} par rapport à {\displaystyle A_{1}} et {\displaystyle A_{2}}.
La droite {\displaystyle (A_{3}A_{4})} est parallèle à {\displaystyle (A_{1}A_{2})},
les points {\displaystyle B',C',A_{3},A_{4}} sont alignés,
la droite {\displaystyle (A_{1}A_{2})} contient les milieux {\displaystyle Q} et {\displaystyle R} des côtés {\displaystyle [A'C']}et {\displaystyle [A'B']} du triangle orthique de {\displaystyle ABC} ,
{\displaystyle (A_{1}A_{2})} est un des côtés de {\displaystyle PQR}, triangle médian du triangle orthique.
A3A4 est égal au périmètre du triangle orthique {\displaystyle A'B'C'}. Ce périmètre est égal à {\displaystyle {\frac {8S^{2}}{abc}}} où {\displaystyle S}est l'aire du triangle {\displaystyle ABC} et {\displaystyle a,b,c} sont les longueurs des côtés de {\displaystyle ABC}.

## Sources
- Démonstrations : Sortais Yvonne et René, La géométrie du triangle, Hermann, 1997.
- (en) Eric W. Weisstein, « Orthic Triangle », sur MathWorld